# كاسحة الألغام (المنيا)
سجم المنيا رقم تعريفي (T-509) هي كاسحة ألغام مصرية، اشترتها مصر من الاتحاد السوفيتي عام 1954، وقد أغرقتها القوات الجوية الإسرائيلية بميناء الغردقة يوم 6 فبراير 1970 خلال إحدى غاراتها على المدينة في إطار حرب الاستنزاف.

## خلفية تاريخية
```
كانت مصر قد اشترت سبع كاسحات ألغام من الاتحاد السوفيتي في الفترة من 1954 وحتى 1967، بُنيت في مرفأ 
بونتوني
، 
سانت بطرسبرغ
. ضمن مشروع (254) السوفيتي لبناء كاسحات ألغام 
للبحرية السوفيتية
 من الفئة تي-43 خلال فترتي الخمسينات والستينات. بَنّت البحرية السوفيتية خلالها 178 سفينة صدرت 40 منهم، من ضمنهم سبع سفن إلى مصر.
```

وقد أطلقت البحرية المصرية عليهم أسماء بعض المحافظات المصرية: (الشرقية)، (الدقهلية)، (سيناء)، (أسيوط)، (البحيرة)، (الغربية) و(المنيا). وحتى 2018 كانوا قد خرجوا من الخدمة عدا ثلاث منهم مازالت تخدم في البحرية المصرية وهم (الدقهلية)،(سيناء) و(أسيوط). لم تشهد هذه الكاسحات أي معارك قتالية تُذكر خلال فترة الحروب مع إسرائيل باستثناء اشتراك بعضها في عملية حصار باب المندب خلال حرب أكتوبر.

## غرق المنيا
قررت إسرائيل توجيه غارة جوية لقطع البحرية المصرية في ميناء الغردقة، رداً على هجمات الضفادع البشرية في ميناء إيلات، في عملية عرفت باسم عملية زيكوكيت ب شنتها في يوم السادس من فبراير 1970.
أقلعت 18 طائرة سكاي-هوك إسرائيلية تحميها ثلاث مقاتلات ميراج إلى الغردقة، من جهة البحر شرقاً، حلقت الطائرات على ارتفاع منحفض لتجنب رصدها بالرادار.
في ذلك الوقت كانت المنيا راسية في القاعدة البحرية لميناء الغردقة، عندما رصدتها الطائرات الإسرائيلية التي أطلقت قنابلها عبر أزواج متتابعة لكنها لم تصب الكاسحة في البداية والتي حاولت المراوغة بعدما خلعت سلسلة المرساة وهي تحاول الفرار، حتى أصابتها قنبلة في الجانب الأيمن من مقدمتها جعلتها تنقلب رأساً على عقب ثم هوجمت مجدداً بنيران مدافع الطائرات حتى غرقت تماماً.
قدرت إسرائيل عدد ضحايا السفينة بنحو 70 فرداً في حين تشير المصادر المصرية إلى مقتل ضابط وأربعة بحارة على متنها.

## وصلات خارجية
- Page in Russian Language
- All T43 Class Minesweepers - Complete Ship List